# How Much Time Do We Have Left

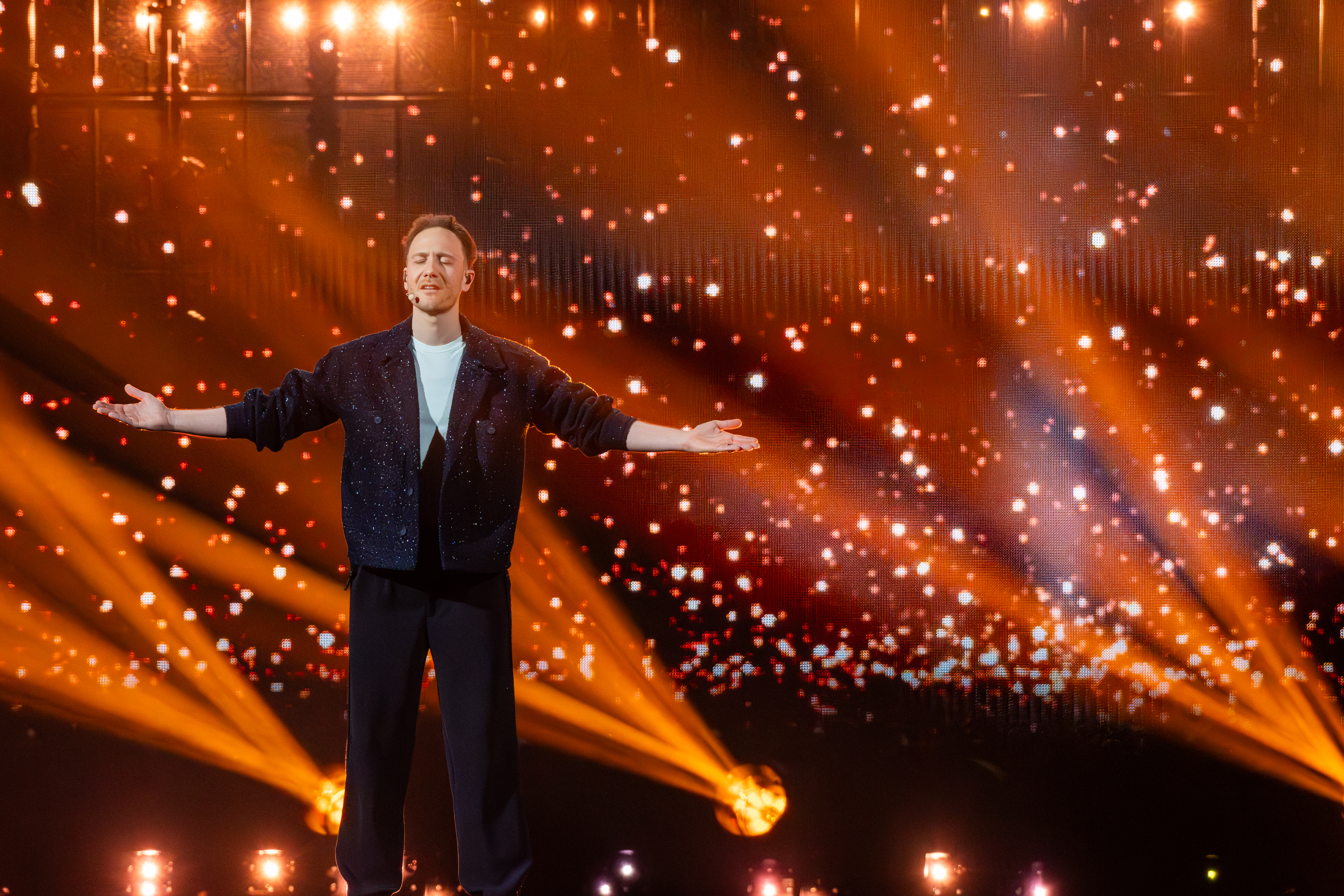
Klemen im ersten Halbfinale des Eurovision Song Contests

How Much Time Do We Have Left (deutsch Wie viel Zeit bleibt uns noch?) ist ein englischsprachiger Popsong, der von Klemen Slakonja wurde. Mit dem Titel vertrat er Slowenien beim Eurovision Song Contest 2025 in Basel.

## Hintergründe
Slakonja trat im Rahmen der Evrovizijska Melodija, der slowenischen Vorentscheidung zum Eurovision Song Contest, bereits mehrfach in Erscheinung, sowohl als Pausenact, als auch als Moderator. Sein Lied How Much Time Do We Have Left ist jedoch sein erster Wettbewerbsbeitrag. Mit diesem nahm er in der Ausgabe 2025 teil, die von Radiotelevizija Slovenija veranstaltet wurde. Slakonjas Teilnahme wurde im Dezember 2024 angekündigt, einen Monat später wurde der Titel als Wettbewerbsbeitrag bekanntgegeben.
Die Vorentscheidung selbst fand am 1. Februar statt. Mit 51 Punkten vor der Zweitplatzierten July Jones mit 50 Punkten konnten sich beide Teilnehmer für eine weitere Finalrunde qualifizieren. Diese konnte Slakonja mit 66,9 % der Stimmen für sich entscheiden.
How Much Time Do We Have Left wurde von Slakonja selbst geschrieben. Die Produktion verantwortete er mit Maja Slatinšek und Ryan Small. Slatinšek spielte außerdem das Klavier ein, Small die Gitarre. Letzterer war auch für die Abmischung zuständig, während das Mastering durch Pete Maher erfolgte. Das Lied sei nicht speziell für den Wettbewerb geschrieben worden, sondern sei insgeheim für Slakonjas kommendes Album geplant gewesen. Seine Frau, die Schauspielerin Mojca Fatur, habe das Lied jedoch vorher gehört und sich für eine Veröffentlichung ausgesprochen.
Laut Slakonja sei das Lied ursprünglich in Englisch geschrieben worden. Versuche, eine slowenischsprachige Version zu texten, wurden verworfen.

## Inhaltliches
How Much Time Do We Have Left ist eine Ballade und handelt laut Slakonja von seiner persönlichen Erfahrung, die er gemacht hatte, als bei seiner Frau Mojca Fatur eine Krankheit der Gruppe des myelodysplastischen Syndroms diagnostiziert wurde. Trotz schlechter Prognose besiegte Fatur, die als Kind außerdem an Anämie litt, die Krankheit. Slakonja habe sich mit dem Titel bewusst dafür entschieden, sein „Herz auf dem Silbertablett“ anzubieten, da er daran glaube, dass es wichtig sei, Verletzlichkeit darzustellen. In Slakonjas Repertoire stellt der Titel einen Bruch dar, nachdem der Sänger vorher ausschließlich mit humorvollen Themen oder Imitationen in Erscheinung getreten war.
Der englischsprachige Titel besteht klassisch aus zwei Strophen, die von einem Refrain getrennt sind, sowie einer Bridge.

## Veröffentlichung
Der Titel erschien am 1. Februar 2025. Am 17. März erschien das Musikvideo, das unter der Leitung von Tomo Brejc entstand. Slakonja veröffentlichte auf YouTube eine Coverversionen mit Dave Benton, dem Gewinner des Eurovision Song Contest 2001. Weiterhin erschien ein Video, das die vollständige Choreografie von Edward Clug zeigt und von Slakonja mit Tänzern dargeboten wird.
How Much Time Do We Have Left ist außerdem Bestandteil von Slakonjas Album, das unter dem Titel Golden Hour am 3. Juni 2025 erschien.

## Beim Eurovision Song Contest
Mit dem Titel nahm Slowenien am Eurovision Song Contest teil. Das Land trat hierbei im ersten Halbfinale mit Startnummer 3 am 13. Mai 2025 an. Das Land konnte sich jedoch nicht für das Finale qualifizieren.